# Antoniya Grigorova-Burgova
Pour les articles homonymes, voir Grigorova.
Antoniya Grigorova-Burgova (en bulgare : Антония Григорова-Бургова), née le 7 décembre 1986 à Varna, est une fondeuse bulgare.

## Biographie
Elle dispute ses premières courses officielles de la FIS en 2004 et gagne la Coupe des Balkans dès 2006 (aussi en 2010, 2012 et 2014). Son meilleur résultat aux Championnats du monde des moins de 23 ans est 19e du dix kilomètres en 2009 à Praz de Lys-Sommand.
Elle fait ses débuts dans la Coupe du monde en décembre 2007 à Kuusamo (68e) et en championnat du monde en 2009 à Liberec (53e au trente kilomètres), puis court les Jeux olympiques de Vancouver, où elle finit 59e du dix kilomètres et 61e de la poursuite.
Son meilleur résultat olympique date de 2014 à Sotchi, lorsqu'elle termine 47e sur le trente kilomètres.
En 2018, elle prend part à ses troisièmes jeux olympiques à Pyeongchang, y récoltant deux 66e places.
Engagée également en course d'orientation à ski, elle remporte une médaille de bronze en relais mixte aux Championnats du monde 2013 avec Stanimir Belomazhev.

## Palmarès

### Jeux olympiques d'hiver
| Épreuve / Édition   | Sprint                           | Sprint                           | 10 km                            | 10 km                            | Poursuite / Skiathlon 2 × 7,5 km | 30 km | Relais | Relais   |
| Épreuve / Édition   | libre                            | classique                        | libre                            | classique                        | Poursuite / Skiathlon 2 × 7,5 km | 30 km | Sprint | 4 × 5 km |
| JO 2010 Vancouver   | Épreuve inexistante à cette date | -                                | 59e                              | Épreuve inexistante à cette date | 61e                              | -     | -      | -        |
| JO 2014 Sotchi      | 59e                              | Épreuve inexistante à cette date | Épreuve inexistante à cette date | -                                | 54e                              | 47e   | -      | -        |
| JO 2018 Pyeongchang | Épreuve inexistante à cette date | 66e                              | 66e                              | Épreuve inexistante à cette date | -                                | -     | -      | -        |

Légende :
- : pas d'épreuve
- — : non disputée par Grigorova

### Championnats du monde
| Épreuve / Édition           | Sprint                           | Sprint                           | 10 km                            | 10 km                            | Poursuite / Skiathlon 2 × 7,5 km | 30 km | Relais | Relais   |
| Épreuve / Édition           | libre                            | classique                        | libre                            | classique                        | Poursuite / Skiathlon 2 × 7,5 km | 30 km | Sprint | 4 × 5 km |
| Mondiaux 2009 Liberec       | 74e                              | Épreuve inexistante à cette date | Épreuve inexistante à cette date | 67e                              | LAP                              | 53e   | -      | -        |
| Mondiaux 2013 Val di Fiemme | Épreuve inexistante à cette date | 80e                              | 60e                              | Épreuve inexistante à cette date | 56e                              | -     | 18e    | -        |
| Mondiaux 2015 Falun         | Épreuve inexistante à cette date | 58e                              | 57e                              | Épreuve inexistante à cette date | -                                | -     | -      | -        |

Légende :
- : pas d'épreuve
- — : non disputée par Grigorova